# Luiz Luz
Luiz dos Santos Luz (Porto Alegre, 1909. november 29. – Porto Alegre, 1989. augusztus 27.) brazil labdarúgóhátvéd.